# Leben
Pour les articles homonymes, voir Leben (homonymie).
Ne doit pas être confondu avec Labné.
Le leben, lben, Ighi ou Aghou (en arabe : لـبـن), est un babeurre obtenu à partir de lait cru fermenté spontanément. Le beurre et le babeurre sont séparés par barattage. Il ne doit pas être confondu avec le laban levantin, qui est l'appellation locale du yaourt.
Le leben produit industriellement diffère, dans sa composition bactérienne, des préparations traditionnelles.

## Dénominations et étymologie
La racine sémitique et proto-sémitique LBN/l-b-n donne des termes liés à la notion de lait et de blancheur, la couleur blanche étant liée à celle du lait.
En phénicien on retrouve le terme 𐤋𐤁𐤍 (labōn), en ougaritique 𐎍𐎁𐎐 (labanu).
En hébreu et en hébreu ancien לבן (lavan) signifie blanc.
En arabe le terme لَــبَــن laban signifie lait aigre, d'où les termes leben et labneh (labné) sont dérivés en arabe levantin et syro-libanais.
En araméen  la racine on retrouve la racine ܠ ܒ ܢ  (l b n).
Au Maghreb, on trouve : 
- le leben (l'ben, lben ou lban en arabe ; agho en chleuh ; ighi en kabyle ; aghi asemmam en chaouia, aghi ou aghi assemam en rifain), ou petit-lait fermenté, babeurre issu du rayeb.
- le lait fermenté caillé (rayeb, raïb en arabe ; ikkil en kabyle, chleuh, tamazight du Moyen-Atlas ; akkil ou accir en rifain, tikkilt dans certains parlers chleuhs ; ickek en zénaga, aghi yetchlen en chaoui).

## Fabrication

Schéma de fabrication du lben marocain issu du rayeb (schéma simplifié de Benkerroum et Tamine, 2004).

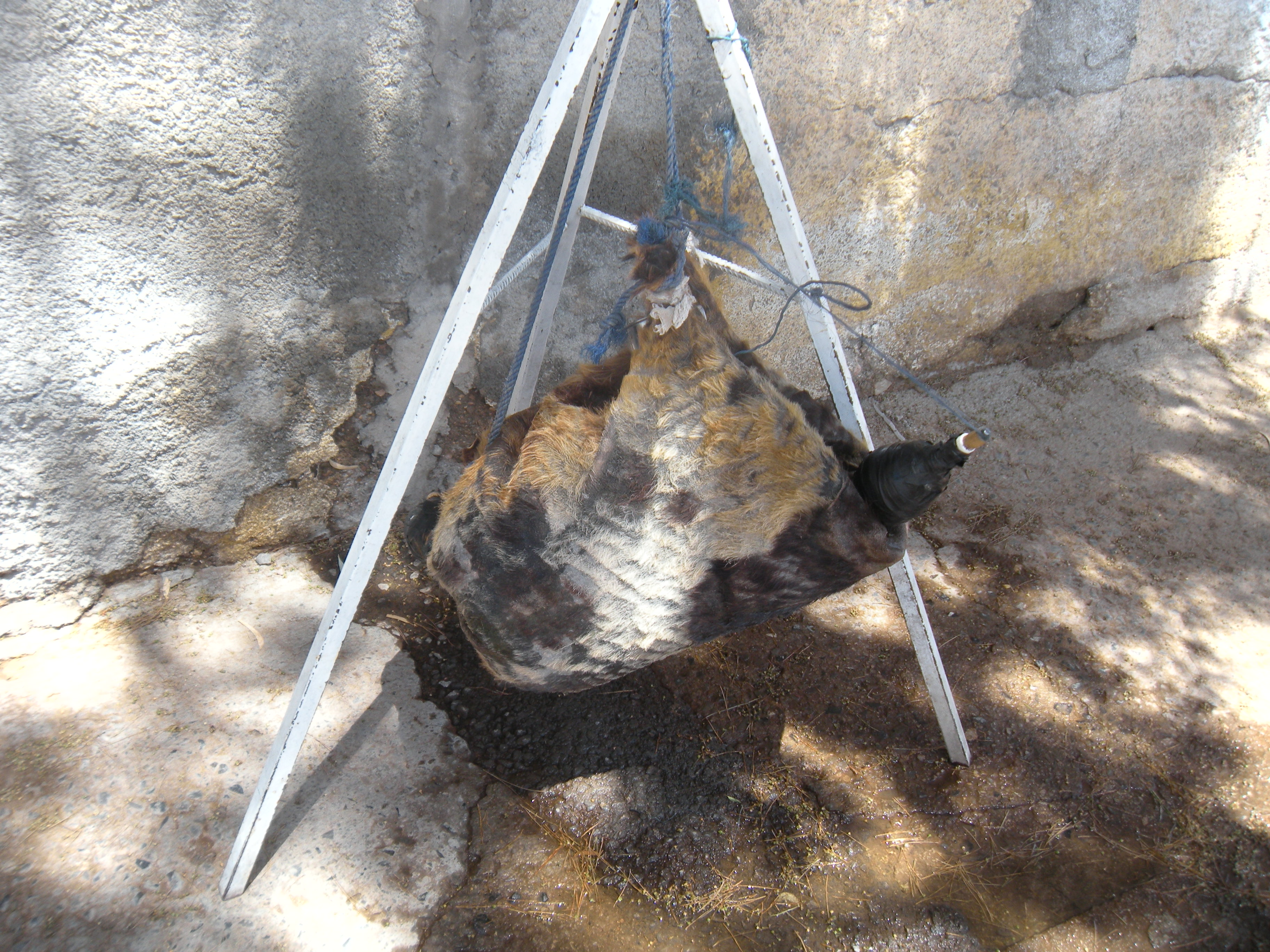
Guerba, outre des Aurès (Algérie).

La préparation usuelle des laits fermentés du Maghreb est simple : le lait cru est abandonné à lui-même, à température ambiante, jusqu'à sa coagulation spontanée,,. Celle-ci demande de 24 à 72 heures suivant la température locale en été ou en hiver. Ce lait caillé par fermentation naturelle est nommé rayeb (ou raïb). Il est transformé à partir du lait cru de vache ou de chèvre.
Pour fabriquer le leben, le rayeb doit ensuite être baratté pendant 30 à 40 minutes. On rajoute enfin un certain volume d'eau tiède (environ 10 % du volume de lait cru) de façon à ramener la température au niveau convenant le mieux au rassemblement des grains de beurre. Après extraction partielle du beurre traditionnel (ou zebda beldia), on obtient un liquide épais, le babeurre (ou petit-lait), nommé lben. C'est un liquide légèrement aigre qui devient acide au bout d'une journée ou deux.
Cette boisson est agréable et se boit fraîche, généralement en accompagnement du couscous.
Usuellement, le barattage se fait dans une outre de peau de chèvre ou d'agneau, nommée checoua. L'outre remplie de rayeb est suspendue à un tripode ou à une poutre et vigoureusement agitée d'avant en arrière jusqu'à coalescence des agrégats de particules grasses. Le barattage dure une quarantaine de minutes. De nos jours, le barattage se fait également dans un mixeur, ou est transformé industriellement par centrifugation du lait en vue d'obtenir de la crème et où le leben est un sous-produit de cette opération.
Le lben se conserve mal, il aigrit rapidement au bout de deux à trois jours. Pour éviter tout gaspillage, le produit est chauffé fortement pour séparer le petit-lait du caillé (le klila) qui est consommé ensuite comme un fromage frais.
Au Maroc, le lben traditionnel était, jusque dans les années 2000, une production typique des campagnes mais de nos jours, il est de plus en plus fabriqué en ville chez l'habitant pour l'usage domestique ou fabriqué dans les crémeries. Pour des raisons se voulant hygièniques, il est fait avec du lait pasteurisé ou du lait cru bouilli. La coagulation est déclenchée avec du yaourt ou de la présure. Il est ensuite placé dans des faisselles. « En conséquence, cette nouvelle méthode de fabrication du lben met sérieusement en danger les propriétés uniques et authentiques des produits laitiers traditionnels du Maroc. » (Benkerroum et al., 2004).
Le l'ben fabriqué industriellement est issu de lait pasteurisé à 84 °C pendant 30 secondes puis refroidi à 22 °C et ensemencé de ferment lactique (Lactococcus lactis subsp. cremoris, Lactococcus lactis subsp. lactis, Lactococcus lactis subsp. diacetylactis, Leuconostoc mesenteroides subsp. dextranicum [ex. Leuconostoc dextranicum], Leuconostoc mesenteroides subsp. cremoris [ex. Leuconostoc citrovorum], Leuconostoc mesenteroides subsp. mesenteroides [ex. Leuconostoc mesenteroides]).
Le leben tunisien produit industriellement contient Lactococcus lactis subsp. lactis (50 %) et Leuconostoc mesenteroides subsp. mesenteroides (50 %), tandis que le leben tunisien artisanal est composé de Lactococcus lactis subsp. lactis (43 %), Lactobacillus paracasei subsp. paracasei (29 %), Lactobacillus plantarum (14 %), et Pediococcus sp. (14 %).

## Composition chimique dulben
| Composés aromatiques principaux (d'après Benkerroum et al.), en mg/L |       |
| Éthanol                                                              | 179,3 |
| Acétoïne                                                             | 7,3   |
| Diacétyle                                                            | 4,2   |
| Acétaldéhyde                                                         | 1,6   |

La composition chimique du lben marocain varie considérablement, suivant la localité et la ferme de production. On observe toutefois que le pH descend sous 4,7 et la concentration en lactose à moins de 3,7 g/100g.
Le métabolisme microbien produit des composés carbonylés volatils qui participent à la richesse aromatique du rayeb et du leben : acétaldéhyde (éthanal) à l'odeur fruitée, le diacétyle à odeur de fromage et d'aisselles, l'acétoïne. Ces composés volatils se trouvent aussi dans les yaourts du commerce en France. Mais dans le lben, ils sont associés à la présence d'alcool (éthanol) à une concentration significative (autour de 0,02 %) susceptible de contribuer à l'arôme typique du lben. En prenant en compte les seuils de perception comparés à la concentration du composé, on constate que c'est le diacétyle qui de loin caractérise le mieux le lben marocain.

## Microbiologie dulben
Le lait cru utilisé pour fabriquer le lben contient une flore microbienne abondante et complexe qui comporte des bactéries lactiques mais aussi des micro-organismes indésirables. Des études du lben marocain ont détecté des Escherichia coli des Staphylococcus aureus et même des Listeria monocytogenes. Toutefois, lorsque les bactéries lactiques l'emportent sur les autres micro-organismes lors de la fermentation, le produit peut être considéré sans danger.
Les bactéries lactiques prédominantes lors de la fermentation du lben tunisien, algérien et marocain sont Lactococcus lactis subsp. lactis biovar. diacetylactis et Leuconostoc mesenteroides subsp. cremoris et subsp. lactis. Ces bactéries fermentent les citrates et contribuent à la saveur forte de babeurre caractérisant le lben. Des entérocoques fécaux (Enterococcus faecalis, E. faecum, E. avium) sont présents à des taux de 1 300 cgu/ml.
Les levures prédominantes identifiées sont Saccharomyces cerevisiae et Kluyveromyces marxianus var. marxianus.
Les lben tunisiens, algériens et marocains sont semblables, seuls Leuconostoc lactis subsp. cremoris a été trouvé en plus dans le produit algérien.
Au Moyen-Orient, Streptococcus thermophilus domine les laban d’Irak et du Liban,  alors que le laban khadd d’Égypte est dominé par Lactococcus lactis subsp. cremoris, Leuconostoc mesenteroides subsp. dextranicum, et Lactobacillus casei subsp. planatrum et brevis.

## Variantes régionales
Il existe différentes sortes de lebens dont les méthodes de préparations et/ou propriétés peuvent varier régionalement. 

### Égypte
Les Égyptiens anciens avaient pour habitude de consommer des laits fermentés depuis des temps immémoriaux. 
Un type particulier de lait aigre correspondant au « leben raib », était préparé à partir de lait de bufflonne, de vache ou de chèvre puis consommé. Cette sorte de leben est similaire au jahurt consommé par les habitants des Balkans.
Jusqu'à nos jours les Égyptiens modernes, notamment Coptes, consomment traditionnellement du leben. 

### Maghreb
Dans les pays du Maghreb, on en consomme beaucoup.